# Flexocerus flexureus
Flexocerus flexureus är en insektsart som beskrevs av Kuoh och Fang 1985. Flexocerus flexureus ingår i släktet Flexocerus och familjen dvärgstritar. Inga underarter finns listade i Catalogue of Life.